# Myrsine oblongibacca
Myrsine oblongibacca là một loài thực vật có hoa trong họ Anh thảo. Loài này được (Merr.) Pipoly mô tả khoa học đầu tiên năm 1997.